# Podopteryx selysi
Podopteryx selysi là loài chuồn chuồn trong họ Argiolestidae. Loài này được Förster mô tả khoa học đầu tiên năm 1899.

## Hình ảnh

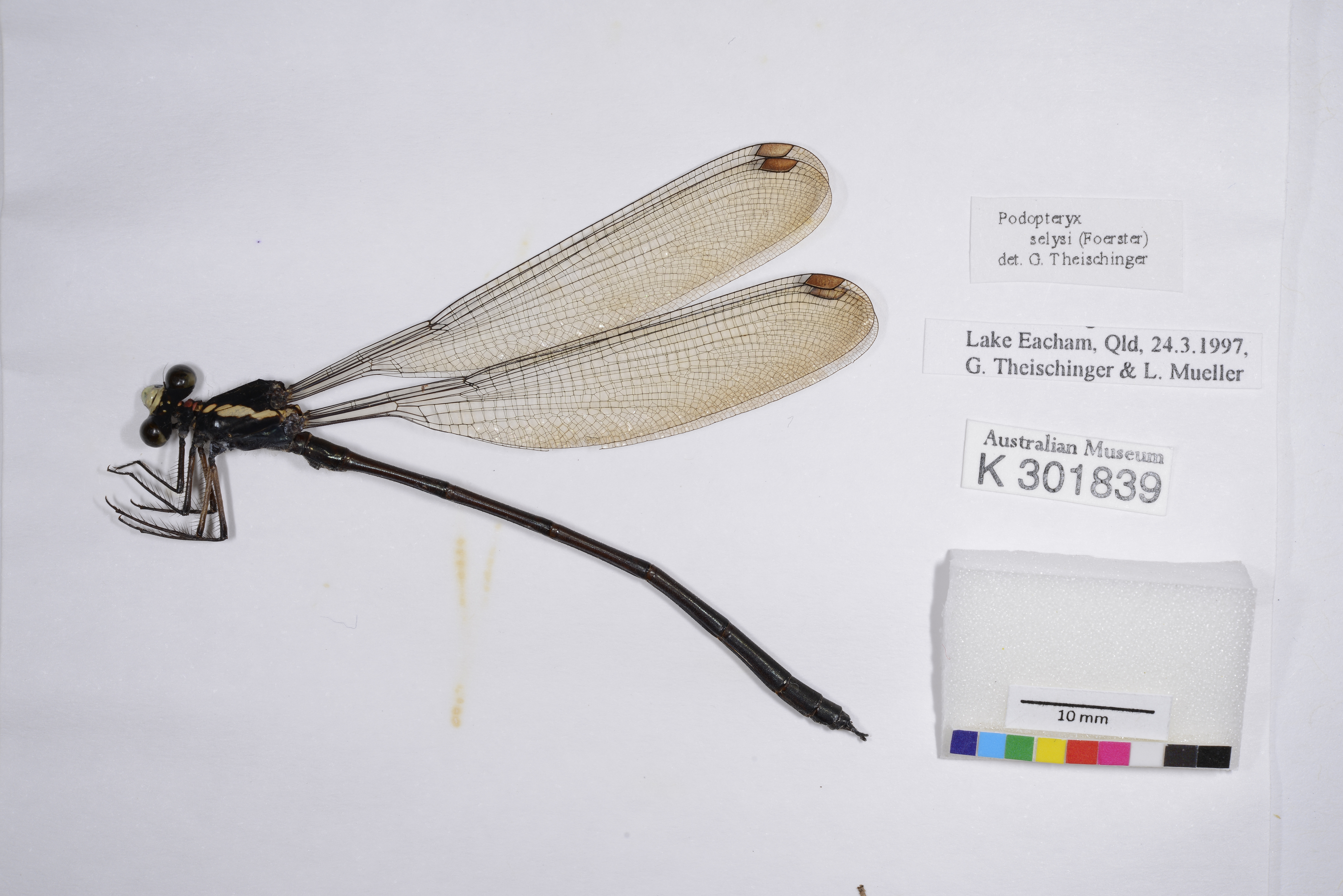